# Вільгельм Фліс
Вільгельм Фліс (нім. Wilhelm Fliess; 24 жовтня 1858, Арнсвальде — 13 жовтня 1928, Берлін) — німецький лікар-отоларинголог і психоаналітик. Друг і кореспондент Зигмунда Фройда. Вивчав і досліджував проблеми жіночої сексуальності. Розробив теорію періодичності життєвих дій людей. Ввів у обіг поняття бісексуальність, сублімація і сексуальний латентний період, які були використані З. Фройдом при розвитку концепії психоаналізу. Задовго до публікації книги О. Вейнінгера «Стать і характер» детально і систематично розвивав теорію бісексуальності.

## Біографія
Вільгельм Фліс народився в родині євреїв-сефардів у Берліні, де провів дитинство і закінчив гімназію. Батько Фліса займався зерновим бізнесом і наклав на себе руки, коли Вільгельму було дев'ятнадцять років. Вільгельм Фліс вивчав медицину в Берлінському університеті. 1883 року він захистив докторську дисертацію. Пройшов додаткову підготовку у Гуго Кронекера в галузі фізіології. Працював спочатку лікарем загальної практики, а потім лікарем–отоларингологом. Його приватна практика знаходилася в районі Тіргартен за адресою Wichmannstraße 4a. 1906 року він написав перше дослідження, яке було присвячене так званим біоритмам. Оперував Емму Екштайн, одну з важливих пацієнток Зигмунда Фройда.
Вільгельм Фліс був близьким другом Фройда, який був особливо зацікавився флісовою теорією про можливість терапії дисменореї (болі під час менструації) через вплив на слизисту носа. Разом з Флісом Фройд проводив свій самоаналіз. З часом Фліс і Фройд віддалилися один від одного. Востаннєвони зустрічалися 1903 року. Збереглися листи Фройда до Фліса з 1887 до 1904 року. 1950 року вони були опубліковані в скороченому варіанті дочкою Фройда Анною. 1985 року з'явилося повне видання листів.
Вільгельм Фліс мав двох синів. Він похований на Далемському цвинтарі в Берліні.

## Вибрані праці
- Neue Beiträge zur Klinik und Therapie der nasalen Reflexneurose. Leipzig und Wien 1893.
- Wilhelm Fließ: Die Beziehungen zwischen Nase und weiblichen Geschlechtsorganen (In ihrer biologischen Bedeutung dargestellt). Leipzig und Wien 1897. VDM Verlag Dr. Müller, Saarbrücken 2007.
- Wilhelm Fließ: Von den Gesetzen des Lebens. Campus Verlag, Edition Qumran, Frankfurt am Main 1985.